# Macrocoma chrysomitria
Macrocoma chrysomitria là một loài Rêu trong họ Orthotrichaceae. Loài này được (Müll. Hal.) Sehnem mô tả khoa học đầu tiên năm 1978.